# Mastrus hydrophilus
Mastrus hydrophilus là một loài tò vò trong họ Ichneumonidae.